# George F. Gomez
George Furmose Gomez (* 19. September 1938; † 1. September 2020) war ein gambischer Fußballspieler, Sportfunktionär und Manager in der Unterhaltungsbranche.

## Leben

### Bildung
Gomez besuchte die St. Augustine High School in Bathurst (heute Banjul) und anschließend das Yundum College. In London besuchte er ab 1974 das Chiswick Polytechnic, welches später zum West London Institute of Higher Education fusionierte. In Dublin besuchte Gomez das Institute of Public Administration.

### Tätigkeiten als Sportler
In seiner Jugend, zurzeit an der St. Augustine High School und später, war Gomez aktiver Sportler. Er spielte sowohl für seine Schule als auch in der Gambischen Fußballnationalmannschaft (1960–1964) und zeichnete sich auch in der Leichtathletik aus, insbesondere im Langstreckenlauf, wo er einen nationalen Rekord in der Meile aufstellte.
1962 in Dakar nahm Gomez im Fußballspiel gegen Senegal, während des Kwame Nkrumah-Turniers, teil und erzielte ein Tor. Ein Spiel als Gambia seinen Nachbarn, das mit 3:2 Toren zugunsten der ehemaligen britischen Kolonie endete, übertraf. Er bildete zusammen mit Amo Taal, Salif Ndaw, Ousman Sillah, Max Njie, Lie Ngum, Saul Jagne, Eku Forbes, Musa Jobarteh, Assan Jallow, Solomon Gomez, Pa Willy Ndure und Nyamsu Sambou die Gambische Fußballnationalmannschaft, die zuletzt Senegal in einem Fußballwettbewerb besiegte.

### Tätigkeiten als Manager in der Unterhaltungsbranche
Im Jahre 1963 war er der Organisator des 1. Miss-Wettbewerbs in Gambia bei dem Juana Jahumpa Njie (auch Joana Jahumpa) als Miss Bathurst den Wettbewerb gewann.
Im Jahr 1968 wurde er Mitbegründer und Präsident der The Gambia Friendship Society in London. Er ermöglichte einen Besuch der Super Eagles Band in England. 1968 und 1970 war die Super Eagles Band aus Gambia eine der ersten afrikanischen Tanzgruppen, die England besuchte. Er sorgte dafür, dass die ersten Super Eagles-Platten in England bearbeitet wurden. Die Super Eagles Band war in England ein großer Erfolg und machte später eine Tournee in Deutschland.
Nach seiner Rückkehr vom Studium auf dem King’s College London wurde er 1980 zum Präsidenten von Banzik International gewählt, einer Jugendorganisation in Senegal und Gambia mit Zweigstellen in Banjul, Dakar und Ziguinchor. Nach der Gründung der Konföderation Senegambia initiierte Gomez 1983 die Organisation des Miss Senegambia-Schönheitswettbewerbs, den Gambia drei von vier Mal gewann, als der Wettbewerb in Dakar, Banjul und Ziguinchor stattfand.
1988 wurde die Gomis Promotions registriert, und der Miss Gambia-Schönheitswettbewerb wurde wieder zum größten Wettbewerb des Landes, gefolgt von Miss Tourismus, einem populären Wettbewerb, der zur Förderung des Tourismus beitrug, indem er die Tourismusakteure in den Wettbewerb mit einbezog. Gomez ist als der leitende Berater des Schönheitswettbewerbs tätig. Er wird für alle wichtigen Schönheits- und Talentwettbewerbe konsultiert, die in diesem Land stattfinden, beispielsweise Miss Black USA, Miss Bakau, Face of Gambia, Miss Scholarship Pageant, Miss Millennium, Miss Africa Beauty. Diese Auszeichnungen wurden 1998 von OBIOSO Williams in Zusammenarbeit mit Gomez Promotion ins Leben gerufen und fanden im Hotel Palma Rima unter dem Motto „Gambia Music Awards“ statt. Sie wurde 2008 von DJ Lamin Cham unter dem Motto „Gamspirit Music Awards“ reaktiviert.

### Tätigkeit als Krankenhausverwalter
Vierzehn Jahre lang war er von 1977 bis 1991 als erster gambischer Krankenhausverwalter des Royal Victoria Teaching Hospital (RVTH) tätig.

### Tätigkeit als Sportfunktionär
Von Februar 1991 bis September 2010 war Gomez beim Gambia National Olympic Committee (GNOC) als geschäftsführender Direktor beschäftigt. Er war der erste Gambier, der diesen Posten innehatte. Er initiierte 1991 den inzwischen sehr populären Maifeiertag-Massensport-Veranstaltung (May Day Mass Sports) und war Chef de Mission der gambischen Mannschaften bei den Commonwealth Games in Malaysia 1998, Manchester 2002 und Melbourne 2006 sowie für die Olympischen Sommerspiele Atlanta 1996, Sydney 2000, Athen 2004 und Peking 2008 war Chef de Mission.
Auch war Gomez Generalsekretär des Gambia Football Association (GFA) und diente später von 1990 bis 1992 als dessen Präsident (interim) sowie als Vizepräsident der Gambia Boxing Association und des Verbandes der Fußballveteranen. Im November 2000 wurde zum geschäftsführender Sekretär  der Association of National Olympic Committees of Africa (ANOCA) Region Zone 11, dem acht Länder angehören, d. h. Senegal, Mali, Guinea-Bissau, Guinea-Conakry, Mauretanien, Kap Verde, Sierra Leone und Gambia, ernannt. Seit 2012 ist Vorsitzender der Plymouth/Banjul Challenge. Im Auftrag des Ministeriums für Jugend und Sport ist er seit 2015 Sportbotschafter für Gambia tätig. Für seine langjährigen Verdienste um den Sport erhielt er mehrere Auszeichnungen.

### Der Katholik Gomez als Schriftsteller
Gomez, überzeugter Katholik, engagierte sich stark in der katholischen Kirche von Gambia, er war Gründungsmitglied der Katholischen Ritter von St. Peter und Paul (Knights of St. Peter and St. Paul), die zur St. Kizito’s Pfarrei in Bakoteh gehören. Er hatte ein Buch, die Dramatisierte Passion unseres Herrn Jesus Christus geschrieben, das 2009 veröffentlicht wurde.
Seit war er 2009 bei der Jugendorganisation Camp Africa, dort war er als Direktor tätig.
Im September 2020 starb Gomez nach leichter Krankheit 82-jährig.

## Familie
Gomez’ Vater, Karofan Gomez, kam aus Bissau nach Bathurst (heute Banjul). Gomez war seit August 1985 verheiratet.

## Auszeichnungen und Ehrungen
- Verleihung der Ehrendoktorwürde durch Agape International Christian Theological Seminary/Universität Agape in Abuja, Nigeria
- 1998: ‘Sports for All’ award[3]
- 2002: ‘Most outstanding Personality of the year Award’[3]
- 2009: Life Time Achievement Award (für sein Lebenswerk als Anerkennung für seinen Beitrag zur Entwicklung von Musik, Mode, Schönheit und Unterhaltung)[5]

## Publikationen
- Dramatized Passion of Our Lord, Jesus Christ. Createspace Independent Pub, 2009, ISBN 978-1-4392-3208-8.
- From Jerusalem to Calvary. 2010.
- Milestones of Gambian Football. PHD Graphics, 2012, ISBN 978-9983-955-87-3.
- St Augustine’s School, its History and Accomplishments. 2016.